# György Bakcsi
György Bakcsi, né le 6 avril 1933 et mort le 11 octobre 2019, est un compositeur de problèmes d'échecs hongrois.
Il a reçu le titre de grand maître international pour la composition échiquéenne  de la FIDE en 1980.

## Exemple de problème
T.T. Club d'Echecs Vízügyi 1996

1er - 2ème Prix
|   | a | b | c | d | e | f | g | h |   |
| 8 | Cavalier blanc sur case noire d8 · Tour noire sur case blanche g8 · Fou noir sur case noire a7 · Pion noir sur case noire c7 · Pion noir sur case noire b6 · Pion blanc sur case blanche e6 · Pion blanc sur case noire f6 · Pion noir sur case noire c5 · Roi noir sur case blanche d5 · Fou blanc sur case noire e5 · Tour blanche sur case blanche h5 · Pion noir sur case blanche g4 · Pion noir sur case noire a3 · Fou blanc sur case blanche d3 · Pion blanc sur case noire b2 · Cavalier noir sur case blanche c2 · Roi blanc sur case blanche g2 · Fou noir sur case blanche d1 | Cavalier blanc sur case noire d8 · Tour noire sur case blanche g8 · Fou noir sur case noire a7 · Pion noir sur case noire c7 · Pion noir sur case noire b6 · Pion blanc sur case blanche e6 · Pion blanc sur case noire f6 · Pion noir sur case noire c5 · Roi noir sur case blanche d5 · Fou blanc sur case noire e5 · Tour blanche sur case blanche h5 · Pion noir sur case blanche g4 · Pion noir sur case noire a3 · Fou blanc sur case blanche d3 · Pion blanc sur case noire b2 · Cavalier noir sur case blanche c2 · Roi blanc sur case blanche g2 · Fou noir sur case blanche d1 | Cavalier blanc sur case noire d8 · Tour noire sur case blanche g8 · Fou noir sur case noire a7 · Pion noir sur case noire c7 · Pion noir sur case noire b6 · Pion blanc sur case blanche e6 · Pion blanc sur case noire f6 · Pion noir sur case noire c5 · Roi noir sur case blanche d5 · Fou blanc sur case noire e5 · Tour blanche sur case blanche h5 · Pion noir sur case blanche g4 · Pion noir sur case noire a3 · Fou blanc sur case blanche d3 · Pion blanc sur case noire b2 · Cavalier noir sur case blanche c2 · Roi blanc sur case blanche g2 · Fou noir sur case blanche d1 | Cavalier blanc sur case noire d8 · Tour noire sur case blanche g8 · Fou noir sur case noire a7 · Pion noir sur case noire c7 · Pion noir sur case noire b6 · Pion blanc sur case blanche e6 · Pion blanc sur case noire f6 · Pion noir sur case noire c5 · Roi noir sur case blanche d5 · Fou blanc sur case noire e5 · Tour blanche sur case blanche h5 · Pion noir sur case blanche g4 · Pion noir sur case noire a3 · Fou blanc sur case blanche d3 · Pion blanc sur case noire b2 · Cavalier noir sur case blanche c2 · Roi blanc sur case blanche g2 · Fou noir sur case blanche d1 | Cavalier blanc sur case noire d8 · Tour noire sur case blanche g8 · Fou noir sur case noire a7 · Pion noir sur case noire c7 · Pion noir sur case noire b6 · Pion blanc sur case blanche e6 · Pion blanc sur case noire f6 · Pion noir sur case noire c5 · Roi noir sur case blanche d5 · Fou blanc sur case noire e5 · Tour blanche sur case blanche h5 · Pion noir sur case blanche g4 · Pion noir sur case noire a3 · Fou blanc sur case blanche d3 · Pion blanc sur case noire b2 · Cavalier noir sur case blanche c2 · Roi blanc sur case blanche g2 · Fou noir sur case blanche d1 | Cavalier blanc sur case noire d8 · Tour noire sur case blanche g8 · Fou noir sur case noire a7 · Pion noir sur case noire c7 · Pion noir sur case noire b6 · Pion blanc sur case blanche e6 · Pion blanc sur case noire f6 · Pion noir sur case noire c5 · Roi noir sur case blanche d5 · Fou blanc sur case noire e5 · Tour blanche sur case blanche h5 · Pion noir sur case blanche g4 · Pion noir sur case noire a3 · Fou blanc sur case blanche d3 · Pion blanc sur case noire b2 · Cavalier noir sur case blanche c2 · Roi blanc sur case blanche g2 · Fou noir sur case blanche d1 | Cavalier blanc sur case noire d8 · Tour noire sur case blanche g8 · Fou noir sur case noire a7 · Pion noir sur case noire c7 · Pion noir sur case noire b6 · Pion blanc sur case blanche e6 · Pion blanc sur case noire f6 · Pion noir sur case noire c5 · Roi noir sur case blanche d5 · Fou blanc sur case noire e5 · Tour blanche sur case blanche h5 · Pion noir sur case blanche g4 · Pion noir sur case noire a3 · Fou blanc sur case blanche d3 · Pion blanc sur case noire b2 · Cavalier noir sur case blanche c2 · Roi blanc sur case blanche g2 · Fou noir sur case blanche d1 | Cavalier blanc sur case noire d8 · Tour noire sur case blanche g8 · Fou noir sur case noire a7 · Pion noir sur case noire c7 · Pion noir sur case noire b6 · Pion blanc sur case blanche e6 · Pion blanc sur case noire f6 · Pion noir sur case noire c5 · Roi noir sur case blanche d5 · Fou blanc sur case noire e5 · Tour blanche sur case blanche h5 · Pion noir sur case blanche g4 · Pion noir sur case noire a3 · Fou blanc sur case blanche d3 · Pion blanc sur case noire b2 · Cavalier noir sur case blanche c2 · Roi blanc sur case blanche g2 · Fou noir sur case blanche d1 | 8 |
| 7 | Cavalier blanc sur case noire d8 · Tour noire sur case blanche g8 · Fou noir sur case noire a7 · Pion noir sur case noire c7 · Pion noir sur case noire b6 · Pion blanc sur case blanche e6 · Pion blanc sur case noire f6 · Pion noir sur case noire c5 · Roi noir sur case blanche d5 · Fou blanc sur case noire e5 · Tour blanche sur case blanche h5 · Pion noir sur case blanche g4 · Pion noir sur case noire a3 · Fou blanc sur case blanche d3 · Pion blanc sur case noire b2 · Cavalier noir sur case blanche c2 · Roi blanc sur case blanche g2 · Fou noir sur case blanche d1 | Cavalier blanc sur case noire d8 · Tour noire sur case blanche g8 · Fou noir sur case noire a7 · Pion noir sur case noire c7 · Pion noir sur case noire b6 · Pion blanc sur case blanche e6 · Pion blanc sur case noire f6 · Pion noir sur case noire c5 · Roi noir sur case blanche d5 · Fou blanc sur case noire e5 · Tour blanche sur case blanche h5 · Pion noir sur case blanche g4 · Pion noir sur case noire a3 · Fou blanc sur case blanche d3 · Pion blanc sur case noire b2 · Cavalier noir sur case blanche c2 · Roi blanc sur case blanche g2 · Fou noir sur case blanche d1 | Cavalier blanc sur case noire d8 · Tour noire sur case blanche g8 · Fou noir sur case noire a7 · Pion noir sur case noire c7 · Pion noir sur case noire b6 · Pion blanc sur case blanche e6 · Pion blanc sur case noire f6 · Pion noir sur case noire c5 · Roi noir sur case blanche d5 · Fou blanc sur case noire e5 · Tour blanche sur case blanche h5 · Pion noir sur case blanche g4 · Pion noir sur case noire a3 · Fou blanc sur case blanche d3 · Pion blanc sur case noire b2 · Cavalier noir sur case blanche c2 · Roi blanc sur case blanche g2 · Fou noir sur case blanche d1 | Cavalier blanc sur case noire d8 · Tour noire sur case blanche g8 · Fou noir sur case noire a7 · Pion noir sur case noire c7 · Pion noir sur case noire b6 · Pion blanc sur case blanche e6 · Pion blanc sur case noire f6 · Pion noir sur case noire c5 · Roi noir sur case blanche d5 · Fou blanc sur case noire e5 · Tour blanche sur case blanche h5 · Pion noir sur case blanche g4 · Pion noir sur case noire a3 · Fou blanc sur case blanche d3 · Pion blanc sur case noire b2 · Cavalier noir sur case blanche c2 · Roi blanc sur case blanche g2 · Fou noir sur case blanche d1 | Cavalier blanc sur case noire d8 · Tour noire sur case blanche g8 · Fou noir sur case noire a7 · Pion noir sur case noire c7 · Pion noir sur case noire b6 · Pion blanc sur case blanche e6 · Pion blanc sur case noire f6 · Pion noir sur case noire c5 · Roi noir sur case blanche d5 · Fou blanc sur case noire e5 · Tour blanche sur case blanche h5 · Pion noir sur case blanche g4 · Pion noir sur case noire a3 · Fou blanc sur case blanche d3 · Pion blanc sur case noire b2 · Cavalier noir sur case blanche c2 · Roi blanc sur case blanche g2 · Fou noir sur case blanche d1 | Cavalier blanc sur case noire d8 · Tour noire sur case blanche g8 · Fou noir sur case noire a7 · Pion noir sur case noire c7 · Pion noir sur case noire b6 · Pion blanc sur case blanche e6 · Pion blanc sur case noire f6 · Pion noir sur case noire c5 · Roi noir sur case blanche d5 · Fou blanc sur case noire e5 · Tour blanche sur case blanche h5 · Pion noir sur case blanche g4 · Pion noir sur case noire a3 · Fou blanc sur case blanche d3 · Pion blanc sur case noire b2 · Cavalier noir sur case blanche c2 · Roi blanc sur case blanche g2 · Fou noir sur case blanche d1 | Cavalier blanc sur case noire d8 · Tour noire sur case blanche g8 · Fou noir sur case noire a7 · Pion noir sur case noire c7 · Pion noir sur case noire b6 · Pion blanc sur case blanche e6 · Pion blanc sur case noire f6 · Pion noir sur case noire c5 · Roi noir sur case blanche d5 · Fou blanc sur case noire e5 · Tour blanche sur case blanche h5 · Pion noir sur case blanche g4 · Pion noir sur case noire a3 · Fou blanc sur case blanche d3 · Pion blanc sur case noire b2 · Cavalier noir sur case blanche c2 · Roi blanc sur case blanche g2 · Fou noir sur case blanche d1 | Cavalier blanc sur case noire d8 · Tour noire sur case blanche g8 · Fou noir sur case noire a7 · Pion noir sur case noire c7 · Pion noir sur case noire b6 · Pion blanc sur case blanche e6 · Pion blanc sur case noire f6 · Pion noir sur case noire c5 · Roi noir sur case blanche d5 · Fou blanc sur case noire e5 · Tour blanche sur case blanche h5 · Pion noir sur case blanche g4 · Pion noir sur case noire a3 · Fou blanc sur case blanche d3 · Pion blanc sur case noire b2 · Cavalier noir sur case blanche c2 · Roi blanc sur case blanche g2 · Fou noir sur case blanche d1 | 7 |
| 6 | Cavalier blanc sur case noire d8 · Tour noire sur case blanche g8 · Fou noir sur case noire a7 · Pion noir sur case noire c7 · Pion noir sur case noire b6 · Pion blanc sur case blanche e6 · Pion blanc sur case noire f6 · Pion noir sur case noire c5 · Roi noir sur case blanche d5 · Fou blanc sur case noire e5 · Tour blanche sur case blanche h5 · Pion noir sur case blanche g4 · Pion noir sur case noire a3 · Fou blanc sur case blanche d3 · Pion blanc sur case noire b2 · Cavalier noir sur case blanche c2 · Roi blanc sur case blanche g2 · Fou noir sur case blanche d1 | Cavalier blanc sur case noire d8 · Tour noire sur case blanche g8 · Fou noir sur case noire a7 · Pion noir sur case noire c7 · Pion noir sur case noire b6 · Pion blanc sur case blanche e6 · Pion blanc sur case noire f6 · Pion noir sur case noire c5 · Roi noir sur case blanche d5 · Fou blanc sur case noire e5 · Tour blanche sur case blanche h5 · Pion noir sur case blanche g4 · Pion noir sur case noire a3 · Fou blanc sur case blanche d3 · Pion blanc sur case noire b2 · Cavalier noir sur case blanche c2 · Roi blanc sur case blanche g2 · Fou noir sur case blanche d1 | Cavalier blanc sur case noire d8 · Tour noire sur case blanche g8 · Fou noir sur case noire a7 · Pion noir sur case noire c7 · Pion noir sur case noire b6 · Pion blanc sur case blanche e6 · Pion blanc sur case noire f6 · Pion noir sur case noire c5 · Roi noir sur case blanche d5 · Fou blanc sur case noire e5 · Tour blanche sur case blanche h5 · Pion noir sur case blanche g4 · Pion noir sur case noire a3 · Fou blanc sur case blanche d3 · Pion blanc sur case noire b2 · Cavalier noir sur case blanche c2 · Roi blanc sur case blanche g2 · Fou noir sur case blanche d1 | Cavalier blanc sur case noire d8 · Tour noire sur case blanche g8 · Fou noir sur case noire a7 · Pion noir sur case noire c7 · Pion noir sur case noire b6 · Pion blanc sur case blanche e6 · Pion blanc sur case noire f6 · Pion noir sur case noire c5 · Roi noir sur case blanche d5 · Fou blanc sur case noire e5 · Tour blanche sur case blanche h5 · Pion noir sur case blanche g4 · Pion noir sur case noire a3 · Fou blanc sur case blanche d3 · Pion blanc sur case noire b2 · Cavalier noir sur case blanche c2 · Roi blanc sur case blanche g2 · Fou noir sur case blanche d1 | Cavalier blanc sur case noire d8 · Tour noire sur case blanche g8 · Fou noir sur case noire a7 · Pion noir sur case noire c7 · Pion noir sur case noire b6 · Pion blanc sur case blanche e6 · Pion blanc sur case noire f6 · Pion noir sur case noire c5 · Roi noir sur case blanche d5 · Fou blanc sur case noire e5 · Tour blanche sur case blanche h5 · Pion noir sur case blanche g4 · Pion noir sur case noire a3 · Fou blanc sur case blanche d3 · Pion blanc sur case noire b2 · Cavalier noir sur case blanche c2 · Roi blanc sur case blanche g2 · Fou noir sur case blanche d1 | Cavalier blanc sur case noire d8 · Tour noire sur case blanche g8 · Fou noir sur case noire a7 · Pion noir sur case noire c7 · Pion noir sur case noire b6 · Pion blanc sur case blanche e6 · Pion blanc sur case noire f6 · Pion noir sur case noire c5 · Roi noir sur case blanche d5 · Fou blanc sur case noire e5 · Tour blanche sur case blanche h5 · Pion noir sur case blanche g4 · Pion noir sur case noire a3 · Fou blanc sur case blanche d3 · Pion blanc sur case noire b2 · Cavalier noir sur case blanche c2 · Roi blanc sur case blanche g2 · Fou noir sur case blanche d1 | Cavalier blanc sur case noire d8 · Tour noire sur case blanche g8 · Fou noir sur case noire a7 · Pion noir sur case noire c7 · Pion noir sur case noire b6 · Pion blanc sur case blanche e6 · Pion blanc sur case noire f6 · Pion noir sur case noire c5 · Roi noir sur case blanche d5 · Fou blanc sur case noire e5 · Tour blanche sur case blanche h5 · Pion noir sur case blanche g4 · Pion noir sur case noire a3 · Fou blanc sur case blanche d3 · Pion blanc sur case noire b2 · Cavalier noir sur case blanche c2 · Roi blanc sur case blanche g2 · Fou noir sur case blanche d1 | Cavalier blanc sur case noire d8 · Tour noire sur case blanche g8 · Fou noir sur case noire a7 · Pion noir sur case noire c7 · Pion noir sur case noire b6 · Pion blanc sur case blanche e6 · Pion blanc sur case noire f6 · Pion noir sur case noire c5 · Roi noir sur case blanche d5 · Fou blanc sur case noire e5 · Tour blanche sur case blanche h5 · Pion noir sur case blanche g4 · Pion noir sur case noire a3 · Fou blanc sur case blanche d3 · Pion blanc sur case noire b2 · Cavalier noir sur case blanche c2 · Roi blanc sur case blanche g2 · Fou noir sur case blanche d1 | 6 |
| 5 | Cavalier blanc sur case noire d8 · Tour noire sur case blanche g8 · Fou noir sur case noire a7 · Pion noir sur case noire c7 · Pion noir sur case noire b6 · Pion blanc sur case blanche e6 · Pion blanc sur case noire f6 · Pion noir sur case noire c5 · Roi noir sur case blanche d5 · Fou blanc sur case noire e5 · Tour blanche sur case blanche h5 · Pion noir sur case blanche g4 · Pion noir sur case noire a3 · Fou blanc sur case blanche d3 · Pion blanc sur case noire b2 · Cavalier noir sur case blanche c2 · Roi blanc sur case blanche g2 · Fou noir sur case blanche d1 | Cavalier blanc sur case noire d8 · Tour noire sur case blanche g8 · Fou noir sur case noire a7 · Pion noir sur case noire c7 · Pion noir sur case noire b6 · Pion blanc sur case blanche e6 · Pion blanc sur case noire f6 · Pion noir sur case noire c5 · Roi noir sur case blanche d5 · Fou blanc sur case noire e5 · Tour blanche sur case blanche h5 · Pion noir sur case blanche g4 · Pion noir sur case noire a3 · Fou blanc sur case blanche d3 · Pion blanc sur case noire b2 · Cavalier noir sur case blanche c2 · Roi blanc sur case blanche g2 · Fou noir sur case blanche d1 | Cavalier blanc sur case noire d8 · Tour noire sur case blanche g8 · Fou noir sur case noire a7 · Pion noir sur case noire c7 · Pion noir sur case noire b6 · Pion blanc sur case blanche e6 · Pion blanc sur case noire f6 · Pion noir sur case noire c5 · Roi noir sur case blanche d5 · Fou blanc sur case noire e5 · Tour blanche sur case blanche h5 · Pion noir sur case blanche g4 · Pion noir sur case noire a3 · Fou blanc sur case blanche d3 · Pion blanc sur case noire b2 · Cavalier noir sur case blanche c2 · Roi blanc sur case blanche g2 · Fou noir sur case blanche d1 | Cavalier blanc sur case noire d8 · Tour noire sur case blanche g8 · Fou noir sur case noire a7 · Pion noir sur case noire c7 · Pion noir sur case noire b6 · Pion blanc sur case blanche e6 · Pion blanc sur case noire f6 · Pion noir sur case noire c5 · Roi noir sur case blanche d5 · Fou blanc sur case noire e5 · Tour blanche sur case blanche h5 · Pion noir sur case blanche g4 · Pion noir sur case noire a3 · Fou blanc sur case blanche d3 · Pion blanc sur case noire b2 · Cavalier noir sur case blanche c2 · Roi blanc sur case blanche g2 · Fou noir sur case blanche d1 | Cavalier blanc sur case noire d8 · Tour noire sur case blanche g8 · Fou noir sur case noire a7 · Pion noir sur case noire c7 · Pion noir sur case noire b6 · Pion blanc sur case blanche e6 · Pion blanc sur case noire f6 · Pion noir sur case noire c5 · Roi noir sur case blanche d5 · Fou blanc sur case noire e5 · Tour blanche sur case blanche h5 · Pion noir sur case blanche g4 · Pion noir sur case noire a3 · Fou blanc sur case blanche d3 · Pion blanc sur case noire b2 · Cavalier noir sur case blanche c2 · Roi blanc sur case blanche g2 · Fou noir sur case blanche d1 | Cavalier blanc sur case noire d8 · Tour noire sur case blanche g8 · Fou noir sur case noire a7 · Pion noir sur case noire c7 · Pion noir sur case noire b6 · Pion blanc sur case blanche e6 · Pion blanc sur case noire f6 · Pion noir sur case noire c5 · Roi noir sur case blanche d5 · Fou blanc sur case noire e5 · Tour blanche sur case blanche h5 · Pion noir sur case blanche g4 · Pion noir sur case noire a3 · Fou blanc sur case blanche d3 · Pion blanc sur case noire b2 · Cavalier noir sur case blanche c2 · Roi blanc sur case blanche g2 · Fou noir sur case blanche d1 | Cavalier blanc sur case noire d8 · Tour noire sur case blanche g8 · Fou noir sur case noire a7 · Pion noir sur case noire c7 · Pion noir sur case noire b6 · Pion blanc sur case blanche e6 · Pion blanc sur case noire f6 · Pion noir sur case noire c5 · Roi noir sur case blanche d5 · Fou blanc sur case noire e5 · Tour blanche sur case blanche h5 · Pion noir sur case blanche g4 · Pion noir sur case noire a3 · Fou blanc sur case blanche d3 · Pion blanc sur case noire b2 · Cavalier noir sur case blanche c2 · Roi blanc sur case blanche g2 · Fou noir sur case blanche d1 | Cavalier blanc sur case noire d8 · Tour noire sur case blanche g8 · Fou noir sur case noire a7 · Pion noir sur case noire c7 · Pion noir sur case noire b6 · Pion blanc sur case blanche e6 · Pion blanc sur case noire f6 · Pion noir sur case noire c5 · Roi noir sur case blanche d5 · Fou blanc sur case noire e5 · Tour blanche sur case blanche h5 · Pion noir sur case blanche g4 · Pion noir sur case noire a3 · Fou blanc sur case blanche d3 · Pion blanc sur case noire b2 · Cavalier noir sur case blanche c2 · Roi blanc sur case blanche g2 · Fou noir sur case blanche d1 | 5 |
| 4 | Cavalier blanc sur case noire d8 · Tour noire sur case blanche g8 · Fou noir sur case noire a7 · Pion noir sur case noire c7 · Pion noir sur case noire b6 · Pion blanc sur case blanche e6 · Pion blanc sur case noire f6 · Pion noir sur case noire c5 · Roi noir sur case blanche d5 · Fou blanc sur case noire e5 · Tour blanche sur case blanche h5 · Pion noir sur case blanche g4 · Pion noir sur case noire a3 · Fou blanc sur case blanche d3 · Pion blanc sur case noire b2 · Cavalier noir sur case blanche c2 · Roi blanc sur case blanche g2 · Fou noir sur case blanche d1 | Cavalier blanc sur case noire d8 · Tour noire sur case blanche g8 · Fou noir sur case noire a7 · Pion noir sur case noire c7 · Pion noir sur case noire b6 · Pion blanc sur case blanche e6 · Pion blanc sur case noire f6 · Pion noir sur case noire c5 · Roi noir sur case blanche d5 · Fou blanc sur case noire e5 · Tour blanche sur case blanche h5 · Pion noir sur case blanche g4 · Pion noir sur case noire a3 · Fou blanc sur case blanche d3 · Pion blanc sur case noire b2 · Cavalier noir sur case blanche c2 · Roi blanc sur case blanche g2 · Fou noir sur case blanche d1 | Cavalier blanc sur case noire d8 · Tour noire sur case blanche g8 · Fou noir sur case noire a7 · Pion noir sur case noire c7 · Pion noir sur case noire b6 · Pion blanc sur case blanche e6 · Pion blanc sur case noire f6 · Pion noir sur case noire c5 · Roi noir sur case blanche d5 · Fou blanc sur case noire e5 · Tour blanche sur case blanche h5 · Pion noir sur case blanche g4 · Pion noir sur case noire a3 · Fou blanc sur case blanche d3 · Pion blanc sur case noire b2 · Cavalier noir sur case blanche c2 · Roi blanc sur case blanche g2 · Fou noir sur case blanche d1 | Cavalier blanc sur case noire d8 · Tour noire sur case blanche g8 · Fou noir sur case noire a7 · Pion noir sur case noire c7 · Pion noir sur case noire b6 · Pion blanc sur case blanche e6 · Pion blanc sur case noire f6 · Pion noir sur case noire c5 · Roi noir sur case blanche d5 · Fou blanc sur case noire e5 · Tour blanche sur case blanche h5 · Pion noir sur case blanche g4 · Pion noir sur case noire a3 · Fou blanc sur case blanche d3 · Pion blanc sur case noire b2 · Cavalier noir sur case blanche c2 · Roi blanc sur case blanche g2 · Fou noir sur case blanche d1 | Cavalier blanc sur case noire d8 · Tour noire sur case blanche g8 · Fou noir sur case noire a7 · Pion noir sur case noire c7 · Pion noir sur case noire b6 · Pion blanc sur case blanche e6 · Pion blanc sur case noire f6 · Pion noir sur case noire c5 · Roi noir sur case blanche d5 · Fou blanc sur case noire e5 · Tour blanche sur case blanche h5 · Pion noir sur case blanche g4 · Pion noir sur case noire a3 · Fou blanc sur case blanche d3 · Pion blanc sur case noire b2 · Cavalier noir sur case blanche c2 · Roi blanc sur case blanche g2 · Fou noir sur case blanche d1 | Cavalier blanc sur case noire d8 · Tour noire sur case blanche g8 · Fou noir sur case noire a7 · Pion noir sur case noire c7 · Pion noir sur case noire b6 · Pion blanc sur case blanche e6 · Pion blanc sur case noire f6 · Pion noir sur case noire c5 · Roi noir sur case blanche d5 · Fou blanc sur case noire e5 · Tour blanche sur case blanche h5 · Pion noir sur case blanche g4 · Pion noir sur case noire a3 · Fou blanc sur case blanche d3 · Pion blanc sur case noire b2 · Cavalier noir sur case blanche c2 · Roi blanc sur case blanche g2 · Fou noir sur case blanche d1 | Cavalier blanc sur case noire d8 · Tour noire sur case blanche g8 · Fou noir sur case noire a7 · Pion noir sur case noire c7 · Pion noir sur case noire b6 · Pion blanc sur case blanche e6 · Pion blanc sur case noire f6 · Pion noir sur case noire c5 · Roi noir sur case blanche d5 · Fou blanc sur case noire e5 · Tour blanche sur case blanche h5 · Pion noir sur case blanche g4 · Pion noir sur case noire a3 · Fou blanc sur case blanche d3 · Pion blanc sur case noire b2 · Cavalier noir sur case blanche c2 · Roi blanc sur case blanche g2 · Fou noir sur case blanche d1 | Cavalier blanc sur case noire d8 · Tour noire sur case blanche g8 · Fou noir sur case noire a7 · Pion noir sur case noire c7 · Pion noir sur case noire b6 · Pion blanc sur case blanche e6 · Pion blanc sur case noire f6 · Pion noir sur case noire c5 · Roi noir sur case blanche d5 · Fou blanc sur case noire e5 · Tour blanche sur case blanche h5 · Pion noir sur case blanche g4 · Pion noir sur case noire a3 · Fou blanc sur case blanche d3 · Pion blanc sur case noire b2 · Cavalier noir sur case blanche c2 · Roi blanc sur case blanche g2 · Fou noir sur case blanche d1 | 4 |
| 3 | Cavalier blanc sur case noire d8 · Tour noire sur case blanche g8 · Fou noir sur case noire a7 · Pion noir sur case noire c7 · Pion noir sur case noire b6 · Pion blanc sur case blanche e6 · Pion blanc sur case noire f6 · Pion noir sur case noire c5 · Roi noir sur case blanche d5 · Fou blanc sur case noire e5 · Tour blanche sur case blanche h5 · Pion noir sur case blanche g4 · Pion noir sur case noire a3 · Fou blanc sur case blanche d3 · Pion blanc sur case noire b2 · Cavalier noir sur case blanche c2 · Roi blanc sur case blanche g2 · Fou noir sur case blanche d1 | Cavalier blanc sur case noire d8 · Tour noire sur case blanche g8 · Fou noir sur case noire a7 · Pion noir sur case noire c7 · Pion noir sur case noire b6 · Pion blanc sur case blanche e6 · Pion blanc sur case noire f6 · Pion noir sur case noire c5 · Roi noir sur case blanche d5 · Fou blanc sur case noire e5 · Tour blanche sur case blanche h5 · Pion noir sur case blanche g4 · Pion noir sur case noire a3 · Fou blanc sur case blanche d3 · Pion blanc sur case noire b2 · Cavalier noir sur case blanche c2 · Roi blanc sur case blanche g2 · Fou noir sur case blanche d1 | Cavalier blanc sur case noire d8 · Tour noire sur case blanche g8 · Fou noir sur case noire a7 · Pion noir sur case noire c7 · Pion noir sur case noire b6 · Pion blanc sur case blanche e6 · Pion blanc sur case noire f6 · Pion noir sur case noire c5 · Roi noir sur case blanche d5 · Fou blanc sur case noire e5 · Tour blanche sur case blanche h5 · Pion noir sur case blanche g4 · Pion noir sur case noire a3 · Fou blanc sur case blanche d3 · Pion blanc sur case noire b2 · Cavalier noir sur case blanche c2 · Roi blanc sur case blanche g2 · Fou noir sur case blanche d1 | Cavalier blanc sur case noire d8 · Tour noire sur case blanche g8 · Fou noir sur case noire a7 · Pion noir sur case noire c7 · Pion noir sur case noire b6 · Pion blanc sur case blanche e6 · Pion blanc sur case noire f6 · Pion noir sur case noire c5 · Roi noir sur case blanche d5 · Fou blanc sur case noire e5 · Tour blanche sur case blanche h5 · Pion noir sur case blanche g4 · Pion noir sur case noire a3 · Fou blanc sur case blanche d3 · Pion blanc sur case noire b2 · Cavalier noir sur case blanche c2 · Roi blanc sur case blanche g2 · Fou noir sur case blanche d1 | Cavalier blanc sur case noire d8 · Tour noire sur case blanche g8 · Fou noir sur case noire a7 · Pion noir sur case noire c7 · Pion noir sur case noire b6 · Pion blanc sur case blanche e6 · Pion blanc sur case noire f6 · Pion noir sur case noire c5 · Roi noir sur case blanche d5 · Fou blanc sur case noire e5 · Tour blanche sur case blanche h5 · Pion noir sur case blanche g4 · Pion noir sur case noire a3 · Fou blanc sur case blanche d3 · Pion blanc sur case noire b2 · Cavalier noir sur case blanche c2 · Roi blanc sur case blanche g2 · Fou noir sur case blanche d1 | Cavalier blanc sur case noire d8 · Tour noire sur case blanche g8 · Fou noir sur case noire a7 · Pion noir sur case noire c7 · Pion noir sur case noire b6 · Pion blanc sur case blanche e6 · Pion blanc sur case noire f6 · Pion noir sur case noire c5 · Roi noir sur case blanche d5 · Fou blanc sur case noire e5 · Tour blanche sur case blanche h5 · Pion noir sur case blanche g4 · Pion noir sur case noire a3 · Fou blanc sur case blanche d3 · Pion blanc sur case noire b2 · Cavalier noir sur case blanche c2 · Roi blanc sur case blanche g2 · Fou noir sur case blanche d1 | Cavalier blanc sur case noire d8 · Tour noire sur case blanche g8 · Fou noir sur case noire a7 · Pion noir sur case noire c7 · Pion noir sur case noire b6 · Pion blanc sur case blanche e6 · Pion blanc sur case noire f6 · Pion noir sur case noire c5 · Roi noir sur case blanche d5 · Fou blanc sur case noire e5 · Tour blanche sur case blanche h5 · Pion noir sur case blanche g4 · Pion noir sur case noire a3 · Fou blanc sur case blanche d3 · Pion blanc sur case noire b2 · Cavalier noir sur case blanche c2 · Roi blanc sur case blanche g2 · Fou noir sur case blanche d1 | Cavalier blanc sur case noire d8 · Tour noire sur case blanche g8 · Fou noir sur case noire a7 · Pion noir sur case noire c7 · Pion noir sur case noire b6 · Pion blanc sur case blanche e6 · Pion blanc sur case noire f6 · Pion noir sur case noire c5 · Roi noir sur case blanche d5 · Fou blanc sur case noire e5 · Tour blanche sur case blanche h5 · Pion noir sur case blanche g4 · Pion noir sur case noire a3 · Fou blanc sur case blanche d3 · Pion blanc sur case noire b2 · Cavalier noir sur case blanche c2 · Roi blanc sur case blanche g2 · Fou noir sur case blanche d1 | 3 |
| 2 | Cavalier blanc sur case noire d8 · Tour noire sur case blanche g8 · Fou noir sur case noire a7 · Pion noir sur case noire c7 · Pion noir sur case noire b6 · Pion blanc sur case blanche e6 · Pion blanc sur case noire f6 · Pion noir sur case noire c5 · Roi noir sur case blanche d5 · Fou blanc sur case noire e5 · Tour blanche sur case blanche h5 · Pion noir sur case blanche g4 · Pion noir sur case noire a3 · Fou blanc sur case blanche d3 · Pion blanc sur case noire b2 · Cavalier noir sur case blanche c2 · Roi blanc sur case blanche g2 · Fou noir sur case blanche d1 | Cavalier blanc sur case noire d8 · Tour noire sur case blanche g8 · Fou noir sur case noire a7 · Pion noir sur case noire c7 · Pion noir sur case noire b6 · Pion blanc sur case blanche e6 · Pion blanc sur case noire f6 · Pion noir sur case noire c5 · Roi noir sur case blanche d5 · Fou blanc sur case noire e5 · Tour blanche sur case blanche h5 · Pion noir sur case blanche g4 · Pion noir sur case noire a3 · Fou blanc sur case blanche d3 · Pion blanc sur case noire b2 · Cavalier noir sur case blanche c2 · Roi blanc sur case blanche g2 · Fou noir sur case blanche d1 | Cavalier blanc sur case noire d8 · Tour noire sur case blanche g8 · Fou noir sur case noire a7 · Pion noir sur case noire c7 · Pion noir sur case noire b6 · Pion blanc sur case blanche e6 · Pion blanc sur case noire f6 · Pion noir sur case noire c5 · Roi noir sur case blanche d5 · Fou blanc sur case noire e5 · Tour blanche sur case blanche h5 · Pion noir sur case blanche g4 · Pion noir sur case noire a3 · Fou blanc sur case blanche d3 · Pion blanc sur case noire b2 · Cavalier noir sur case blanche c2 · Roi blanc sur case blanche g2 · Fou noir sur case blanche d1 | Cavalier blanc sur case noire d8 · Tour noire sur case blanche g8 · Fou noir sur case noire a7 · Pion noir sur case noire c7 · Pion noir sur case noire b6 · Pion blanc sur case blanche e6 · Pion blanc sur case noire f6 · Pion noir sur case noire c5 · Roi noir sur case blanche d5 · Fou blanc sur case noire e5 · Tour blanche sur case blanche h5 · Pion noir sur case blanche g4 · Pion noir sur case noire a3 · Fou blanc sur case blanche d3 · Pion blanc sur case noire b2 · Cavalier noir sur case blanche c2 · Roi blanc sur case blanche g2 · Fou noir sur case blanche d1 | Cavalier blanc sur case noire d8 · Tour noire sur case blanche g8 · Fou noir sur case noire a7 · Pion noir sur case noire c7 · Pion noir sur case noire b6 · Pion blanc sur case blanche e6 · Pion blanc sur case noire f6 · Pion noir sur case noire c5 · Roi noir sur case blanche d5 · Fou blanc sur case noire e5 · Tour blanche sur case blanche h5 · Pion noir sur case blanche g4 · Pion noir sur case noire a3 · Fou blanc sur case blanche d3 · Pion blanc sur case noire b2 · Cavalier noir sur case blanche c2 · Roi blanc sur case blanche g2 · Fou noir sur case blanche d1 | Cavalier blanc sur case noire d8 · Tour noire sur case blanche g8 · Fou noir sur case noire a7 · Pion noir sur case noire c7 · Pion noir sur case noire b6 · Pion blanc sur case blanche e6 · Pion blanc sur case noire f6 · Pion noir sur case noire c5 · Roi noir sur case blanche d5 · Fou blanc sur case noire e5 · Tour blanche sur case blanche h5 · Pion noir sur case blanche g4 · Pion noir sur case noire a3 · Fou blanc sur case blanche d3 · Pion blanc sur case noire b2 · Cavalier noir sur case blanche c2 · Roi blanc sur case blanche g2 · Fou noir sur case blanche d1 | Cavalier blanc sur case noire d8 · Tour noire sur case blanche g8 · Fou noir sur case noire a7 · Pion noir sur case noire c7 · Pion noir sur case noire b6 · Pion blanc sur case blanche e6 · Pion blanc sur case noire f6 · Pion noir sur case noire c5 · Roi noir sur case blanche d5 · Fou blanc sur case noire e5 · Tour blanche sur case blanche h5 · Pion noir sur case blanche g4 · Pion noir sur case noire a3 · Fou blanc sur case blanche d3 · Pion blanc sur case noire b2 · Cavalier noir sur case blanche c2 · Roi blanc sur case blanche g2 · Fou noir sur case blanche d1 | Cavalier blanc sur case noire d8 · Tour noire sur case blanche g8 · Fou noir sur case noire a7 · Pion noir sur case noire c7 · Pion noir sur case noire b6 · Pion blanc sur case blanche e6 · Pion blanc sur case noire f6 · Pion noir sur case noire c5 · Roi noir sur case blanche d5 · Fou blanc sur case noire e5 · Tour blanche sur case blanche h5 · Pion noir sur case blanche g4 · Pion noir sur case noire a3 · Fou blanc sur case blanche d3 · Pion blanc sur case noire b2 · Cavalier noir sur case blanche c2 · Roi blanc sur case blanche g2 · Fou noir sur case blanche d1 | 2 |
| 1 | Cavalier blanc sur case noire d8 · Tour noire sur case blanche g8 · Fou noir sur case noire a7 · Pion noir sur case noire c7 · Pion noir sur case noire b6 · Pion blanc sur case blanche e6 · Pion blanc sur case noire f6 · Pion noir sur case noire c5 · Roi noir sur case blanche d5 · Fou blanc sur case noire e5 · Tour blanche sur case blanche h5 · Pion noir sur case blanche g4 · Pion noir sur case noire a3 · Fou blanc sur case blanche d3 · Pion blanc sur case noire b2 · Cavalier noir sur case blanche c2 · Roi blanc sur case blanche g2 · Fou noir sur case blanche d1 | Cavalier blanc sur case noire d8 · Tour noire sur case blanche g8 · Fou noir sur case noire a7 · Pion noir sur case noire c7 · Pion noir sur case noire b6 · Pion blanc sur case blanche e6 · Pion blanc sur case noire f6 · Pion noir sur case noire c5 · Roi noir sur case blanche d5 · Fou blanc sur case noire e5 · Tour blanche sur case blanche h5 · Pion noir sur case blanche g4 · Pion noir sur case noire a3 · Fou blanc sur case blanche d3 · Pion blanc sur case noire b2 · Cavalier noir sur case blanche c2 · Roi blanc sur case blanche g2 · Fou noir sur case blanche d1 | Cavalier blanc sur case noire d8 · Tour noire sur case blanche g8 · Fou noir sur case noire a7 · Pion noir sur case noire c7 · Pion noir sur case noire b6 · Pion blanc sur case blanche e6 · Pion blanc sur case noire f6 · Pion noir sur case noire c5 · Roi noir sur case blanche d5 · Fou blanc sur case noire e5 · Tour blanche sur case blanche h5 · Pion noir sur case blanche g4 · Pion noir sur case noire a3 · Fou blanc sur case blanche d3 · Pion blanc sur case noire b2 · Cavalier noir sur case blanche c2 · Roi blanc sur case blanche g2 · Fou noir sur case blanche d1 | Cavalier blanc sur case noire d8 · Tour noire sur case blanche g8 · Fou noir sur case noire a7 · Pion noir sur case noire c7 · Pion noir sur case noire b6 · Pion blanc sur case blanche e6 · Pion blanc sur case noire f6 · Pion noir sur case noire c5 · Roi noir sur case blanche d5 · Fou blanc sur case noire e5 · Tour blanche sur case blanche h5 · Pion noir sur case blanche g4 · Pion noir sur case noire a3 · Fou blanc sur case blanche d3 · Pion blanc sur case noire b2 · Cavalier noir sur case blanche c2 · Roi blanc sur case blanche g2 · Fou noir sur case blanche d1 | Cavalier blanc sur case noire d8 · Tour noire sur case blanche g8 · Fou noir sur case noire a7 · Pion noir sur case noire c7 · Pion noir sur case noire b6 · Pion blanc sur case blanche e6 · Pion blanc sur case noire f6 · Pion noir sur case noire c5 · Roi noir sur case blanche d5 · Fou blanc sur case noire e5 · Tour blanche sur case blanche h5 · Pion noir sur case blanche g4 · Pion noir sur case noire a3 · Fou blanc sur case blanche d3 · Pion blanc sur case noire b2 · Cavalier noir sur case blanche c2 · Roi blanc sur case blanche g2 · Fou noir sur case blanche d1 | Cavalier blanc sur case noire d8 · Tour noire sur case blanche g8 · Fou noir sur case noire a7 · Pion noir sur case noire c7 · Pion noir sur case noire b6 · Pion blanc sur case blanche e6 · Pion blanc sur case noire f6 · Pion noir sur case noire c5 · Roi noir sur case blanche d5 · Fou blanc sur case noire e5 · Tour blanche sur case blanche h5 · Pion noir sur case blanche g4 · Pion noir sur case noire a3 · Fou blanc sur case blanche d3 · Pion blanc sur case noire b2 · Cavalier noir sur case blanche c2 · Roi blanc sur case blanche g2 · Fou noir sur case blanche d1 | Cavalier blanc sur case noire d8 · Tour noire sur case blanche g8 · Fou noir sur case noire a7 · Pion noir sur case noire c7 · Pion noir sur case noire b6 · Pion blanc sur case blanche e6 · Pion blanc sur case noire f6 · Pion noir sur case noire c5 · Roi noir sur case blanche d5 · Fou blanc sur case noire e5 · Tour blanche sur case blanche h5 · Pion noir sur case blanche g4 · Pion noir sur case noire a3 · Fou blanc sur case blanche d3 · Pion blanc sur case noire b2 · Cavalier noir sur case blanche c2 · Roi blanc sur case blanche g2 · Fou noir sur case blanche d1 | Cavalier blanc sur case noire d8 · Tour noire sur case blanche g8 · Fou noir sur case noire a7 · Pion noir sur case noire c7 · Pion noir sur case noire b6 · Pion blanc sur case blanche e6 · Pion blanc sur case noire f6 · Pion noir sur case noire c5 · Roi noir sur case blanche d5 · Fou blanc sur case noire e5 · Tour blanche sur case blanche h5 · Pion noir sur case blanche g4 · Pion noir sur case noire a3 · Fou blanc sur case blanche d3 · Pion blanc sur case noire b2 · Cavalier noir sur case blanche c2 · Roi blanc sur case blanche g2 · Fou noir sur case blanche d1 | 1 |
|   | a | b | c | d | e | f | g | h |   |

Solution du mat aidé en 2 coups (4 solutions), ci-contre :
1.Tg5 Th7 2.Txe5 Td7≠

1.Fe2 Fb5 2.Fc4 Fc6≠

1.Cd4 Cc6 2.Cxe6 Ce7≠

1.c4 b3 2.c5 bxc4≠